# Xanthoxalis fontana
Xanthoxalis fontana là một loài thực vật có hoa trong họ Chua me đất. Loài này được Holub miêu tả khoa học đầu tiên.